# (720) Bohlinia
(720) Bohlinia és un asteroide pertanyent al cinturó d'asteroides descobert el 18 d'octubre de 1911 per Franz Heinrich Kaiser des de l'observatori de Heidelberg-Königstuhl, Alemanya.
Està nomenat en honor de l'astrònom suec Karl Petrus Theodor Bohlin (1860-1939).
Forma part de la família asteroidal de Coronis.